# 沖縄県道15号線
沖縄県道15号線（おきなわけんどう15ごうせん）は沖縄県島尻郡八重瀬町字高良と字仲座とを結ぶ一般県道。

## 概要

### 区間
- 起点：島尻郡八重瀬町字高良（沖縄県道52号線）
- 終点：島尻郡八重瀬町字仲座（国道331号・沖縄県道250号糸満具志頭線）
- 総延長：5km（実延長も同じ）

### 通過自治体
- 島尻郡八重瀬町

### 交差する路線
- 沖縄県道52号線（起点）
- 国道331号（終点）
- 国道507号（終点・国道331号に重複）
- 沖縄県道250号糸満具志頭線（終点）

### 主要施設
- 自衛隊八重瀬分屯地（八重瀬町富盛）
- パームヒルズゴルフリゾート（糸満市新垣）
- 那覇ゴルフ倶楽部（八重瀬町富盛）
- 南山カントリークラブ（糸満市真栄平）
- 沖縄少年院・沖縄女子学園（糸満市真栄平、2018年に沖縄市より移転。同敷地内は1983年 - 2005年はひめゆりパークだった）

## 歴史・特徴
- 本土復帰前に琉球政府道15号線として指定（軍営繕道区間）。1972年（昭和47年）の本土復帰と同時に県道15号線となった。
- 八重瀬町の最高峰である八重瀬岳や糸満市の最高峰である与座岳を上るようにして上がっていくため、起点部付近は高低差が大きく急勾配で、1999年（平成11年）に現道の西側に滑らかな勾配のバイパスを新設した。
- この道路の西側は糸満市と境界線に接しているが、糸満市にこの路線はつながっていない。